# Gretha Islands
Gretha Islands är öar i Kanada.   De ligger i territoriet Nunavut, i den nordöstra delen av landet, 3 700 km norr om huvudstaden Ottawa.